# Prawda (Petite-Pologne)
Pour les articles homonymes, voir Prawda.
Prawda est une localité polonaise de la gmina de Michałowice, située dans le powiat de Cracovie en voïvodie de Petite-Pologne.